# Craig Oppel
Craig Oppel (n. 26 septembrie 1966, Keflavík⁠(d), Southern Peninsula Region⁠(d), Islanda) este un înotător american, medaliat olimpic. A participat la o ediție a Jocurilor Olimpice (1988) în care a câștigat o medalie de aur.

## Participări
Lista de mai jos prezintă principalele competiții la care a participat Craig Oppel de-a lungul carierei.
- Jocurile Olimpice de vară din 1988